# Sally Kirkland
Pour les articles homonymes, voir Kirkland.
Sally Kirkland est une actrice, productrice et réalisatrice américaine, née le 31 octobre 1941 à New York dans l'État de New York aux États-Unis.

## Filmographie

### Actrice
- 1960 : Drame dans un miroir (Crack in the Mirror) : simple silhouette
- 1961 : Hey, Let's Twist : une danseuse
- 1964 : The 13 Most Beautiful Women : une belle femme
- 1968 : El Gringo (Blue) : Sarah Lambert
- 1969 : Coming Apart : Joann
- 1969 : Futz! : Merry Lee
- 1970 : Brand X : une malade / la femme du président
- 1971 : Jump : Lou
- 1971 : L'Affrontement : Ann
- 1973 : The Young Nurses (en) de Clint Kimbrough (en) : la femme à la clinique
- 1973 : Nos plus belles années (The Way We Were) : Pony Dunbar
- 1973 : Permission d'aimer (Cinderella Liberty) : Fleet Chick
- 1973 : L'Arnaque (The Sting) : Crystal
- 1974 : Le shérif est en prison (Blazing Saddles) : la caissière
- 1974 : Candy Stripe Nurses : la femme à la clinique
- 1974 : Super Nanas (en) (Big Bad Mama) de Steve Carver : la femme de Barney
- 1975 : The Noah : Friday-Anne (uniquement voix)
- 1975 : La Chevauchée sauvage (Bite the Bullet) : Honey
- 1975 : Crazy Mama de Jonathan Demme : Ella Mae
- 1975 : The Kansas City Massacre (TV) : Wilma Floyd
- 1975 : Death Scream (en) (TV) : Mary
- 1975 : Le Solitaire de Fort Humboldt (Breakheart Pass) : Jane-Marie
- 1976 : Tracks
- 1976 : Griffin and Phoenix: A Love Story (TV) : Jody
- 1976 : Capitaines et Rois (Captains and the Kings) (feuilleton TV) : Aggie
- 1976 : Pipe Dreams de Stephen Verona : Two Street Betty
- 1976 : Une étoile est née (A Star Is Born) de Frank Pierson : une photographe
- 1977 : Flush : Janet
- 1977 : Stonestreet: Who Killed the Centerfold Model? (TV) : Della Bianco
- 1979 : Hometown USA : Gwen
- 1979 : La Ilegal : la petite amie de Don Tony
- 1980 : Willow B: Women in Prison (TV) : Kate Stewart
- 1980 : La Bidasse (Private Benjamin) de Howard Zieff : Helga
- 1980 : The Georgia Peaches (TV) : Vivian Stark
- 1981 : La Femme qui rétrécit (The Incredible Shrinking Woman) : la caissière du magasin
- 1982 : Neil Young: Human Highway : Katherine
- 1963 : Hôpital central (General Hospital) (série télévisée) : Brenda (1982)
- 1983 : Déclics (Double Exposure) : une prostituée
- 1984 : Les Jeux de la mort (Fatal Games) : Diane Paine
- 1984 : Love Letters : Sally
- 1987 : Talking Walls : une prostituée
- 1987 : Anna : Anna
- 1989 : Un intrus dans la ville (Paint It Black) : Marion Easton
- 1989 : White Hot : Harriet
- 1989 : Cold Feet : Maureen
- 1989 : Best of the Best : Wade
- 1989 : High Stakes : Melanie Rose
- 1990 : Largo Desolato (TV)
- 1990 : Deux Yeux maléfiques (Due occhi diabolici) : Eleonora (segment Le Chat noir)
- 1990 : Vengeance (Revenge) : la star du rock
- 1990 : Émeutes en Californie (Heat Wave) (TV) : Mrs. Canfield
- 1990 : Potins de femmes (Steel Magnolias) (TV) : Truvy Jones
- 1990 : Double Arnaque (Bullseye !) de Michael Winner : Willie
- 1991 : La Maison hantée (The Haunted) (TV) : Janet Smurl
- 1991 : JFK : Rose Cheramie
- 1992 : Stringer : Joan
- 1992 : Hit the Dutchman : Emma Flegenheimer
- 1992 : The Bulkin Trail (TV) : Selma Bulkin
- 1992 : Forever : Angelica
- 1992 : In the Heat of Passion : Lee Adams
- 1992 : Primary Motive : Helen Poulas
- 1992 : Illégitime défense (Double Jeopardy) (TV) : la détective Phyllis Camden
- 1993 : Eye of the Stranger : Lori
- 1993 : Paper Hearts : Jenny
- 1993 : The Black Cat
- 1993 : Double Threat : Monica Martel
- 1993 : The Woman Who Loved Elvis (TV) : Sandee
- 1993 : Double Deception (TV) : Anita Cortez
- 1994 : Valley of the Dolls (série télévisée) : Helen Lawson
- 1994 : Deux doigts sur la gâchette (Gunmen) : Bennett
- 1994 : Picture Windows (feuilleton TV) : Blossom (segment Songs of Songs)
- 1995 : Guns and Lipstick : Danielle Roberts
- 1996 : Amnesia : Charlene Hunt
- 1997 : Little Ghost : la mère de l'esprit
- 1997 : Excess Baggage de  Marco Brambilla : Louise Doucette
- 1997 : The Westing Game (TV) : Sydelle Pulaski
- 1998 : Paranoia : Dr Kurtzwell
- 1998 : The Island : Marilyn Monroe
- 1998 : Brave New World (TV) : Linda
- 1998 : Wilbur Falls : Roberta Devereaux
- 1999 : Starry Night : la détective Brook Murphy
- 1999 : En direct sur Edtv (Edtv) de Ron Howard : Jeanette
- 1999 : Twinkle Toes
- 1999 : Des jours et des vies (Days of Our Lives) (série télévisée) : Tracy Simpson
- 2000 : The Boys Behind the Desk
- 2000 : Le Mari d'une autre (Another Woman's Husband) (TV) : Roxie
- 2001 : Thank You, Good Night : Doreen
- 2001 : Audit : Raissa
- 2001 : Out of the Black : Elizabeth Malby
- 2001 : Un mois de dimanches (A Month of Sundays) : Katherine St. Croix
- 2002 : Mothers and Daughters : Nana
- 2002 : Dérangée (The Rose Technique) : Helen
- 2002 : Night of the Wolf (TV) : Rose Handy
- 2002 : Wish You Were Dead : Penelope Wilson
- 2002 : Another Pretty Face (TV) : Sylvie Tucker
- 2002 : Boxer Shorts (vidéo) : Raissa (segment Audit)
- 2003 : Bruce tout-puissant (Bruce Almighty) : Anita Mann
- 2004 : Mango Kiss : Emilia
- 2004 : An Eye for an Eye : Rachel
- 2005 : Coffee Date : Mrs. Muller
- 2005 : A-List : Olga
- 2005 : Neo Ned : Shelly
- 2005 : Adam & Steve : Mary
- 2005 : Encore : Iris
- 2005 : What's Up, Scarlet? : Ruth
- 2005 : Bald : Elise
- 2005 : Chandler Hall : Sally
- 2006 : Spiritual Warriors : Realtor
- 2006 : Off the Black : Marianne Reynolds
- 2008 : Le Grand Stan (Big Stan) : Madame Foreman

### Productrice
- 1992 : Forever
- 1993 : Paper Hearts
- 1996 : Amnesia
- 1999 : Starry Night
- 2001 : Audit
- 2002 : Mothers and Daughters
- 2004 : An Eye for an Eye
- 2005 : Coffee Date
- 2005 : A-List
- 2005 : Encore
- 2005 : What's Up, Scarlet?
- 2005 : Bald

### Réalisatrice
- 1997 : Women: Stories of Passion (série télévisée)
- 2000 : The Boys Behind the Desk

## Voix françaises
- Frédérique Cantrel dans :
  - La Femme la plus détestée d'Amérique (2017)
  - Accélération (2019)

- Nicole Favart dans Nos plus belles années (1973)
- Véronique Augereau dans Deux Doigts sur la gâchette (1993)